# Partido Patriótico de Bielorrusia
El Partido Patriótico de Bielorrusia (en bielorruso: Беларуская патрыятычная партыя, transliterado como Biełaruskaja patryjatyčnaja partyja; BPP) fue un partido político bielorruso.  Era leal al presidente Aleksandr Lukashenko, quien permanece en el cargo desde 1994. El presidente del partido era Nikolay Ulakhovich.

## Historia
El partido fue establecido en 1994, y se llamaba inicialmente como Movimiento Patriótico Bielorruso. Obtuvo un escaño en la segunda vuelta electoral en las elecciones parlamentarias de 1995. Cambió su nombre al actual en 1996.
El líder del partido Nikolai Ulakhovich, se postuló como candidato para las elecciones presidenciales de 2015. Ulakhovich obtuvo el cuarto lugar con un 1.7% de los votos.
El 18 de febrero de 2018, tras los resultados de las elecciones al Consejo de Diputados de la Ciudad de Minsk, uno de los candidatos del Partido Patriótico Bielorruso pudo ser elegido para el Consejo local de Diputados.
En el verano de 2020, el BPP pidió a los votantes que apoyaran la candidatura de Aleksandr Lukashenko en las próximas elecciones presidenciales.
El Partido Patriótico Bielorruso se alió con el Partido Comunista de Bielorrusia y el Partido Liberal-Demócrata de Bielorrusia. Cooperó con la Iglesia Ortodoxa Bielorrusa y con antiguas organizaciones militares.
El partido fue liquidado por el Tribunal Supremo de Bielorrusia el 24 de julio de 2023, tras una queja del Ministerio de Justicia.